# Plynteria filiferalis
Plynteria filiferalis är en fjärilsart som beskrevs av Walker 1865. Plynteria filiferalis ingår i släktet Plynteria och familjen nattflyn. Inga underarter finns listade i Catalogue of Life.